# Apenheul
Koordinaten: 52° 12′ 56″ N, 5° 55′ 20″ O

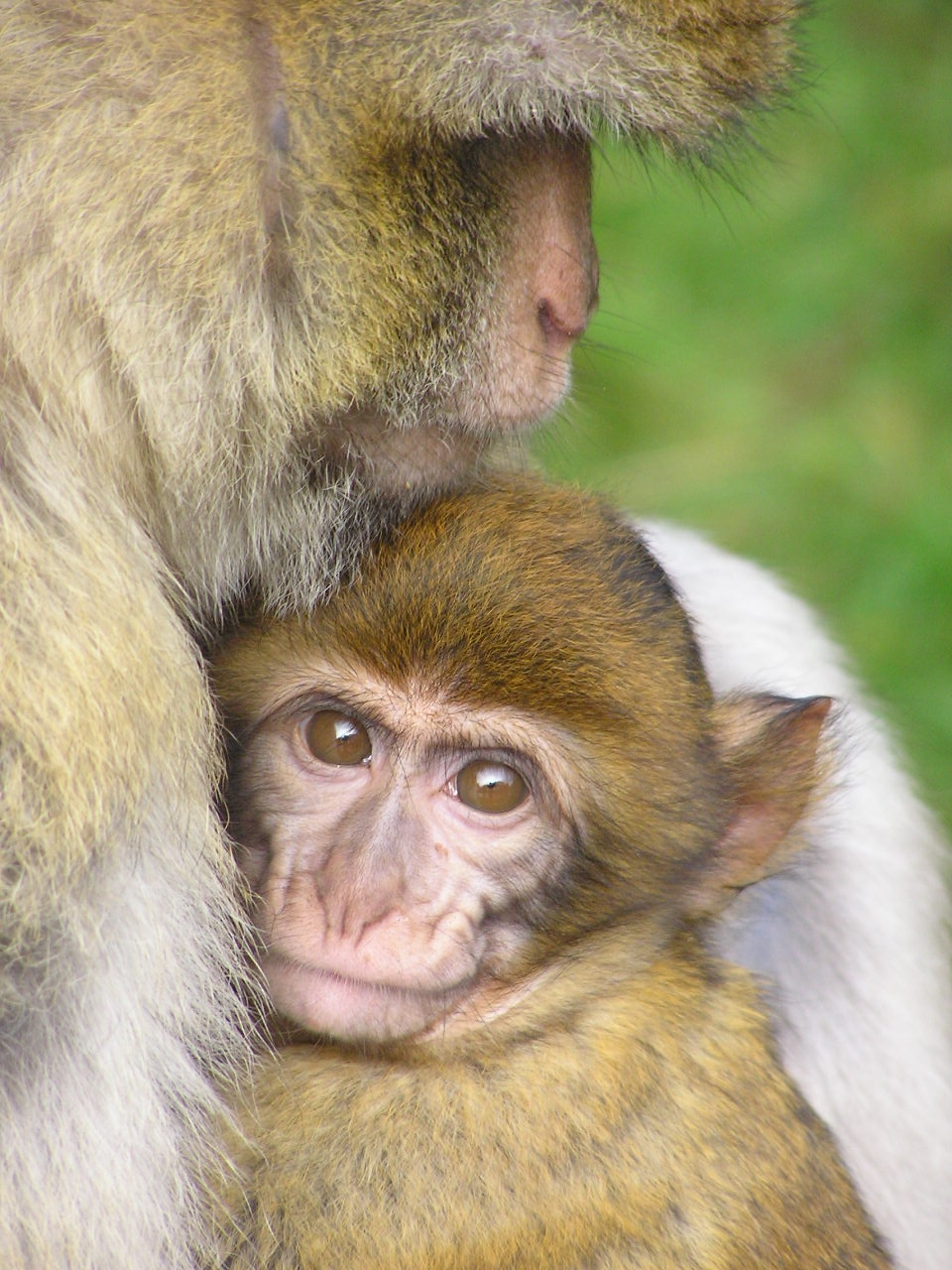
Berberaffen in Apenheul

Apenheul (deutsch Affenheim) ist ein auf Primaten spezialisierter, mittelgroßer Zoo in Apeldoorn in den Niederlanden.
Er wurde am 12. Juli 1971 von Wim Mager gegründet, man fing mit nur wenigen Affenarten an, heute gibt es in Apenheul über 30 verschiedene Arten zu sehen. Die Tiere sind ohne Gitter untergebracht; Bonobos und Gorillas bewohnen in vielköpfigen Gruppen eigene Inseln, kleinere Arten wie Kattas, Totenkopfäffchen und Berberaffen leben in begehbaren Anlagen, in denen die Besucher nah an die Tiere herankommen können. Für Orang-Utans gibt es eine Anlage mit einem großzügigen Klettergarten aus Seilen und Holzbalken. Vom Sommer 2011 bis zum Jahr 2015 wurden drei männliche Nasenaffen gehalten. Apenheul war der einzige Zoo außerhalb von Asien, der diese Art zu dieser Zeit gehalten hat.
Die Haltung der Tiere gilt als vorbildhaft, viele andere Zoos haben später Elemente aus Apenheul übernommen, zum Beispiel die begehbaren Affengehege, in denen sich Mensch und Tier unmittelbar begegnen, und die Haltung von Menschenaffen auf durch breite Wassergräben abgetrennten Inseln. In einem kleinen Amphitheater kann man mehrmals täglich bei der Fütterung der Gorillas zuschauen; diese Show ist unterhaltsam gestaltet, legt ihren Schwerpunkt aber auf die Information über die Tiere.
Neben Primaten gibt es in Apenheul auch Vertreter anderer Tierordnungen, zum Beispiel Wasserschweine und Mangusten, außerdem einen Streichelzoo, der nach dem Vorbild eines Bauernhofes in Indonesien gestaltet ist, und verschiedene Wasservögel.

## Liste der gezeigten Primatenarten
Folgende Affenarten wurden oder werden in Apenheul gezeigt:
- Bartaffe
- Berberaffe
- Weißkopfsaki
- Bonobo
- Borneo-Orang-Utan (Sarawak-Orang-Utan)
- Ekuadorianischer Braunkopf-Klammeraffe (Westkolumbien-Klammeraffe)
- Gelbbrustkapuziner
- Goldenes Löwenäffchen
- Goldkopf-Löwenaffe
- Graubein-Nachtaffe (Mittelamerikanischer Graukehl-Nachtaffe)
- Javanischer Kappenlangur (Haubenlangur)
- Katta
- Kronensifaka
- Nördlicher Weißwangen-Schopfgibbon
- Rotbauchmaki
- Roter Brüllaffe
- Roter Springaffe
- Roter Vari
- Rotschwänziger Kaiserschnurrbarttamarin
- Schwarzer Brüllaffe
- Bolivianischer Totenkopfaffe
- Schwarznasen-Husarenaffe (Westafrikanischer Husarenaffe)
- Schwarzweißer Vari
- Silberner Wollaffe
- Springtamarin
- Türkisaugenmaki
- Weißgesicht-Seidenaffe
- Weißschulterkapuziner
- Westlicher Flachlandgorilla
- Zweifarbentamarin
- Zwergseidenäffchen